# Nikon D3200
Die Nikon D3200 ist eine digitale Spiegelreflexkamera des japanischen Herstellers Nikon, die im Mai 2012 in den Markt eingeführt wurde. Der Hersteller richtet sie an Einsteiger-Fotografen.

## Technische Merkmale
Der 24,2-Megapixel-Bildsensor erlaubt Aufnahmen mit maximal 6016 × 4000 Pixeln. Er besitzt eine Größe von 23,2 mm × 15,4 mm (Herstellerbezeichnung DX-Format).
Die Kamera besitzt einen 3-Zoll-Bildschirm mit 640 × 480 Pixeln Auflösung und einen 11-Punkt-Autofokus. Bild- und Videodaten werden auf einer SD-Karte gespeichert.
Neben Fotos können mit der Kamera auch digitale Videoaufnahmen im Full HD-Format gemacht werden. Sie besitzt außerdem folgende Merkmale:
- Serienaufnahmen mit vier Bildern pro Sekunde
- Mikrofon-Eingang für den Videomodus
- Unterstützung von UHS-I Speicherkarten[4]
- EXPEED3-Bildprozessor

## GPS-Daten
Die Kamera kann über die kombinierte Schnittstelle für Kabelauslöser und GPS-Empfänger für Geotagging von JPEG- und NEF-Dateien erweitert werden. Der Hersteller bietet dazu das GPS-Modul GP-1 an.
Obwohl der Nikon GP-1-Empfänger keinen elektronischen Kompass verbaut hat, verarbeitet die GPS-Schnittstelle zusätzlich zu den GPS-Koordinaten auch Richtungsinformationen (engl. Heading). Einige Dritthersteller von Geotagger-Modulen nutzen diese Funktionalität.